# Sweet Movie - Dolce film
Sweet Movie - Dolce film (Sweet Movie) è un film del 1974 scritto e diretto da Dušan Makavejev.

## Trama
L'intreccio futuribile e surreale, si articola in due parti. Nella prima la vincitrice canadese di Miss Mondo 1984, sposa il magnate dell'industria del latte, ricco al punto da avere dorato il proprio membro. Rifiutando di consumare, si reca a Parigi per incontrare il cantante latino El Macho, trovandosi nell'ennesima situazione intima imbarazzante. Giunge infine in una comunità di anarchici dagli strani riti di liberazione individuale. La donna risponde a un annuncio osceno dove deve essere ricoperta interamente di cioccolata.
La seconda parte vede una certa Anna Planeta, proprietaria di una chiatta olandese carica di caramelle e zucchero, con a prora la scultura di Karl Marx e l'altoparlante di bordo che manda la versione italiana della canzone Bandiera rossa. Ella accoglie a bordo il marinaio russo Lev Bakunin, ultimo reduce della Corazzata Potëmkin, con il quale ha un amplesso su un mucchio di zucchero per poi accoltellarlo. In seguito tenta di sedurre uno dei bambini imbarcati per poi venire arrestata dalla Polizia, che la sospetta di averli uccisi e messi in dei sacchi di plastica. Rimasti soli i bambini si risvegliano.

## Distribuzione
Il film venne presentato al Festival di Cannes 1974, per poi uscire nelle sale francesi il 12 giugno.
Nel novembre 1974 il film esce in Italia con il titolo Dolcefilm, distribuito da Stefano Film insieme a P.A.T.
L'adattamento italiano fu curato da Pier Paolo Pasolini insieme a Dacia Maraini.
Il film incorre nella censura italiana: viene giudicato indecente dalla commissione, senza però offendere il comune senso del pudore. Riesce così a ottenere il nulla osta, con un divieto ai minori di 18 anni, solo a patto che fossero apportati i seguenti tagli: "Rapporto sessuale fra il marinaio e Anna nel battello, nelle parti culminanti e più realistiche", "rapporto sessuale fra il cantante e la moglie del miliardario, da quando vengono portati nella cucina del ristorante", "la moglie del miliardario che bacia con insistenza il pene di uno dei convitati" e "tentativo di seduzione di Anna nei confronti del bambino".